# Fulgurodes baldwini
Fulgurodes baldwini là một loài bướm đêm trong họ Geometridae.